# Vera Lengsfeld

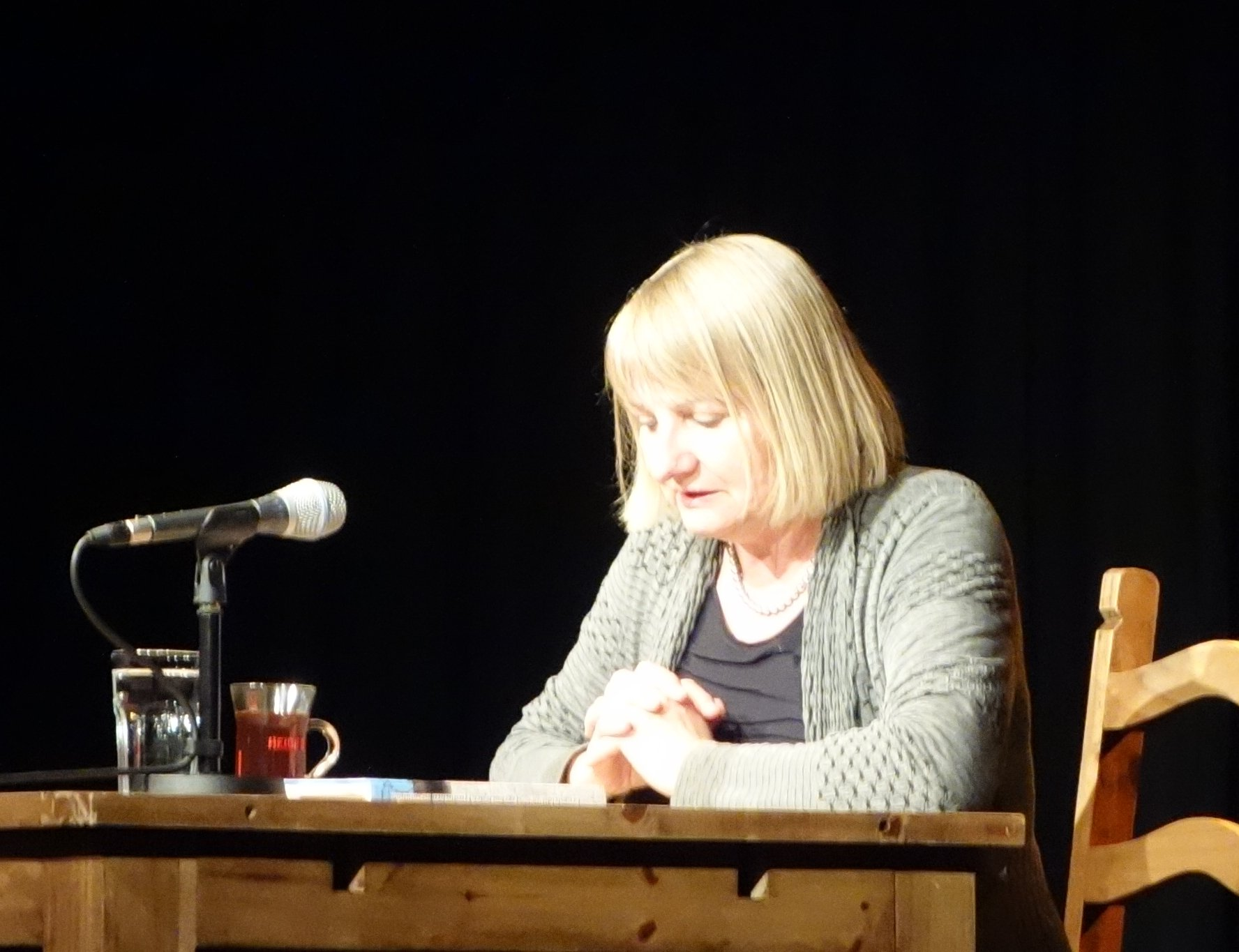
Vera Lengsfeld 2015 bei einer Lesung

Vera Lengsfeld, von 1980 bis 1992 Vera Wollenberger (* 4. Mai 1952 in Sondershausen), ist eine deutsche Publizistin und frühere Politikerin (parteilos, zuvor Bündnis 90/Die Grünen, CDU). Sie war ab 1981 als Bürgerrechtlerin in der DDR aktiv, wurde 1983 aus der SED ausgeschlossen und von ihrem damaligen Ehemann Knud Wollenberger im Auftrag des MfS bespitzelt. 1990 gehörte sie der ersten frei gewählten Volkskammer der DDR an. Von 1990 bis 2005 war sie Mitglied des Deutschen Bundestages, bis 1996 für Bündnis 90/Die Grünen, dann für die CDU. Ende November 2023 trat sie aus der CDU aus.

## Jugend und Studium

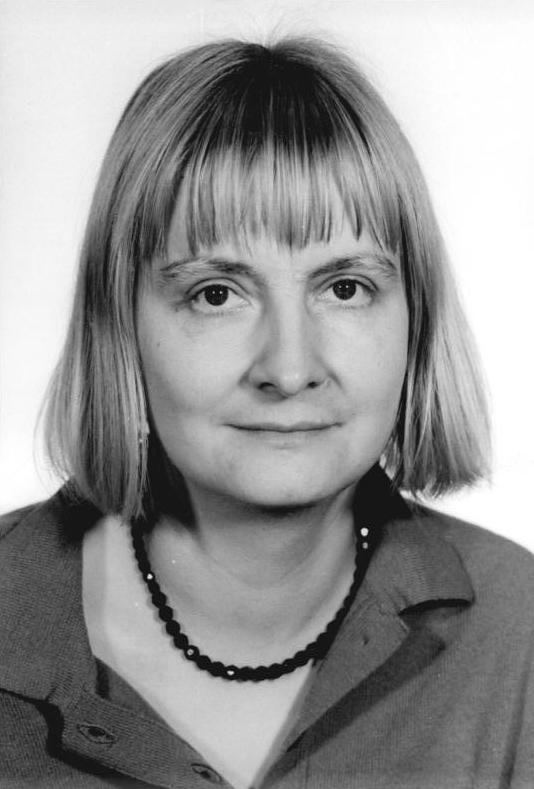
Vera Lengsfeld, verheiratete Wollenberger (1990)

Lengsfeld verbrachte ihre ersten Jahre in Sondershausen und wurde in den ersten Lebensjahren überwiegend von ihrer Großmutter betreut. Lengsfelds Vater war Oberstleutnant im Ministerium für Staatssicherheit im militärischen Abwehrdienst und ihre Mutter Lehrerin. 1958 zog sie mit ihren Eltern nach Berlin-Lichtenberg um. Ab der dritten Klasse besuchte sie eine Spezialschule für Russisch in Berlin-Karlshorst, ab der neunten Klasse die 2. Erweiterte Oberschule in Berlin-Mitte. Nach dem Abitur begann Lengsfeld 1970 ein Studium der Philosophie an der Karl-Marx-Universität Leipzig, wechselte 1971 zur Humboldt-Universität zu Berlin und schloss ihr Studium 1975 dort als Diplomphilosophin ab.
Im Jahr 1975 trat sie der SED bei. Nach einem Parteiverfahren wegen „wissenschaftlicher Unzuverlässigkeit“ wurde sie an das Wissenschaftliche Informationszentrum der Akademie der Wissenschaften versetzt. Dort war sie von 1975 bis 1979 als wissenschaftliche Mitarbeiterin tätig.

## Politisches Wirken

### Widerstand als DDR-Bürgerrechtlerin
Ab 1981 war Lengsfeld in verschiedenen Oppositionsgruppen tätig. Im Herbst 1981 gründete sie den Friedenskreis Pankow mit. Wegen dieser Aktivitäten erhielt sie ein Berufsverbot und ging daraufhin zum Verlag Neues Leben, wo sie bis 1983 als Lektorin arbeitete. Wegen ihrer öffentlichen Proteste gegen die Aufstellung von SS-20 in der DDR wurde sie 1983 aus der SED ausgeschlossen. Ab 1985 arbeitete sie als Imkerin und Übersetzerin und begann ein Studium der Theologie am Sprachenkonvikt Berlin. Ihr Mann war ebenfalls als Imker tätig. Sie war in der Gruppe Gegenstimmen aktiv und moderierte im Jahre 1986 das erste Menschenrechtsseminar in der evangelischen Gemeinde Berlin-Friedrichsfelde. 1987 gründete sie die Kirche von Unten mit. Zudem verkehrte sie in der Umwelt-Bibliothek im Gemeindehaus der Zionskirche und beteiligte sich hier an Protestaktionen. Ihr Engagement umfasste die Organisation zahlreicher Großveranstaltungen der Friedens- und Umweltbewegung der DDR. Sie war Mitglied des Fortsetzungsausschusses für das Delegiertentreffen der Friedenskreismitglieder, die unter dem Titel Konkret für den Frieden jährlich zusammenkamen.
Im Januar 1988 wurde sie auf dem Weg zur Liebknecht-Luxemburg-Demonstration in Ost-Berlin verhaftet. Nach ihrer Untersuchungshaft in der zentralen Untersuchungshaftanstalt Berlin-Hohenschönhausen des MfS verurteilte sie das Stadtbezirksgericht Lichtenberg wegen „versuchter Zusammenrottung“ zu sechs Monaten Haft. Ihr Anwalt Wolfgang Schnur (damals Inoffizieller Mitarbeiter des MfS) erreichte, dass sie der Abschiebung ins westliche Ausland zustimmte, statt ihre Haft abzusitzen. Sie ging stattdessen für knapp zwei Jahre nach Cambridge in Großbritannien, wo sie am St. John’s College Philosophy of Religion studierte und einen Master-Studiengang abschloss. Bereits am 9. November 1989, dem Tag des Mauerfalls, kehrte sie aus privaten Gründen in die DDR zurück. Insgesamt enthält die Akte von Vera Wollenberger die Namen von 49 IMs der Stasi.

### Engagement bei Bündnis 90/Die Grünen
Im Zuge der Friedlichen Revolution trat die Bürgerrechtlerin in die Grüne Partei in der DDR ein, wurde für diese am 18. März 1990 in die Volkskammer der DDR gewählt und war bis zu deren Auflösung am 2. Oktober 1990 stellvertretende Vorsitzende des Ausschusses für Abrüstung und Verteidigung. Außerdem arbeitete sie als Vertreterin der Grünen Partei an der Arbeitsgruppe Neue Verfassung der DDR des Runden Tisches mit. Dieser Verfassungsentwurf wurde allerdings von der Volkskammer nicht behandelt. Sie war im Wahlkreis Berlin gewählt worden und gehörte zu den Abgeordneten, die zum 3. Oktober 1990 aus der Volkskammer in den Bundestag entsandt wurden.
Bei der ersten Bundestagswahl im vereinigten Deutschland im Dezember 1990 wurde Lengsfeld, die seit der Heirat mit dem Lyriker Knud Wollenberger im Jahr 1980 den Namen Wollenberger angenommen hatte, für die Listenvereinigung Bündnis 90/Grüne – Bürgerbewegungen (B90/Gr.) im Wahlgebiet Ost Mitglied des Deutschen Bundestages.
In einer Bundestagsdebatte zum Zweiten Golfkrieg 1991 drückte sie ihre Kritik am Kriegseintritt dadurch aus, dass sie während ihrer Redezeit eine Minute lang demonstrativ schwieg, bis ihr Bundestagspräsidentin Rita Süssmuth das Wort entzog, begleitet von Zurufen aus der CDU/CSU-Bundestagsfraktion wie „Zirkus!“, „Die soll sich untersuchen lassen!“
Nach dem Zusammenschluss von Bündnis 90 und den Grünen zu einer neuen Partei 1993 wurde Lengsfeld bei der Bundestagswahl 1994 erneut in den Bundestag gewählt.
Im Juni 1996 war Lengsfeld an der Gründung des Berliner Bürgerbüro e. V. beteiligt, einem Verein zur Aufarbeitung von Folgeschäden der SED-Diktatur.

### Engagement in der CDU
Aus Protest gegen eine von ihr befürchtete zukünftige rot-rot-grüne Koalition, also einer Koalition von Bündnis 90/Die Grünen zusammen mit der PDS und einen „Schmusekurs“ oder eine „offene Anbiederung“ an diese, schloss sie sich mit anderen Bürgerrechtlern wie Günter Nooke und Ehrhart Neubert am 17. Dezember 1996 der CDU an. Lengsfelds Vorwürfe wurden von führenden Grünen zurückgewiesen. Mit ihrem damaligen Parteiwechsel enttäuschte sie andere Mitglieder der Grünen wie die Bürgerrechtlerin Marianne Birthler, die die ostdeutsche Bürgerrechtsbewegung der Wendezeit besser bei den Grünen aufgehoben sahen. Lengsfeld wechselte zur CDU/CSU-Bundestagsfraktion und gab trotz Aufforderung ihr laufendes Mandat, das sie über die Liste der Grünen-Partei erhalten hatte, nicht ab.
Bei den Wahlen zum 14. Deutschen Bundestag am 27. September 1998 wurde sie über die Landesliste der CDU in Thüringen gewählt und bei der Wahl zum 15. Deutschen Bundestag am 22. September 2002 über die gleiche Liste wiedergewählt. Im selben Jahr erschien ihre Autobiographie.
2003 bezeichnete Lengsfeld die Hohmann-Affäre, die zum Parteiausschluss Martin Hohmanns aus der CDU führte, in der neurechten Jungen Freiheit als „inszenierte Treibjagd“. Lengsfeld sah in diesem Zusammenhang die Gefahr einer Einengung der Meinungsfreiheit, auch wenn Hohmanns als antisemitisch kritisierte Rede „unpassend und überflüssig“ gewesen sei. Nach Meinung der taz „wandte [sie] sich in der Folge immer stärker von der CDU Angela Merkels ab“. Der Politikwissenschaftler Wolfgang Gessenharter bewertete das Interview mit Bezug auf den Jahresbericht des Bundesamtes für Verfassungsschutz aus dem Jahr 2003 als Beispiel für eine „Erosion der Abgrenzung“ von konservativen Personen gegenüber dem Netzwerk der Neuen Rechten.
Nach ihrer Niederlage bei der Wahl zum 16. Bundestag 2005 in ihrem Thüringer Wahlkreis als Direktkandidatin erklärte sie, auch nicht mehr als Listenkandidatin zur Verfügung zu stehen. Damit endete ihre Zeit als Abgeordnete im Deutschen Bundestag mit der Konstituierung des Parlaments zur 16. Wahlperiode am 18. Oktober 2005.
Für die Wahlen zum Bundestag 2009 kandidierte Lengsfeld im Bundestagswahlkreis Berlin-Friedrichshain – Kreuzberg – Prenzlauer Berg Ost erneut für die CDU. Für Aufsehen sorgte ihr Wahlplakat, das Lengsfeld und die CDU-Vorsitzende Angela Merkel tief dekolletiert mit dem Slogan „Wir haben mehr zu bieten“ zeigt. Für Dirk Kurbjuweit war das Plakat ein Beispiel für einen im politischen Betrieb herrschenden „Trend zur Selbstverclownung“. Es sei schwer, im Bundestagswahlkampf „etwas noch Dämlicheres zu finden“ als dieses Plakat. Das angestrebte Direktmandat verfehlte Lengsfeld mit 11,6 % der abgegebenen Erststimmen deutlich. Es war das schlechteste aller CDU-Direktkandidaten bundesweit. Zur Bundespräsidentenwahl 2010 setzte sich Lengsfeld innerhalb der CDU für die Wahl Joachim Gaucks ein. Im Juli 2012 wurde sie zur Landesvorsitzenden der Vereinigung der Opfer des Stalinismus (VOS) Berlin-Brandenburg gewählt.
Im Spätsommer 2020 führte Lengsfelds Mitgliedschaft im Verein Werteunion e. V. zu mehreren Austritten von Funktionären und Landesvorsitzenden. Der ehemalige Thüringer Landesvorsitzende Christian Sitter fürchtete, dass sich der „Verein unter Lengsfeld stärker für eine Zusammenarbeit mit der AfD öffnen könnte“. Lengsfeld hatte zuvor mit anderen angekündigt, für den Thüringer Landesvorstand zu kandidieren, dementierte jedoch, dass sie den Vorsitz anstrebe. Am 30. November 2023 erklärte sie ihren Austritt aus der CDU.

### Vorstand Bürgerkonvent
Lengsfeld war, neben Klaus Peter Krause und Beatrix von Storch, im März 2013 im Vorstand des Bürgerkonvents. Dieser Verein zielte auf die Rückführung des Staates und den Abbau von Sozialleistungen ab. Die CDU-nahe Konrad-Adenauer-Stiftung bezeichnete diesen Verein als „Apo von rechts“ und „von oben“. 2015 wurde der Bürgerkonvent aufgelöst.

### Einstellung zur AfD
Mit einem am 20. März 2013 erschienenen Beitrag auf der Achse des Guten hat Lengsfeld die AfD „um der Fairness willen gegen unseriöse Anschuldigungen wegen angeblicher Rechtslastigkeit“ in Schutz nehmen wollen. Nachdem die AfD im Mai 2013 auf ihrer Internetseite auch Lengsfeld als Unterstützerin bezeichnet hatte, erklärte sie, dies sei ohne ihr Wissen geschehen, und veranlasste bei der Partei eine Entfernung ihres Namens.
Vor der Bundestagswahl 2017 schrieb sie auf ihrer Internetseite, es gebe der Demokratie unwürdige Angriffe auf die AfD. Ein geplanter Auftritt von Lengsfeld mit der damaligen AfD-Vorsitzenden Frauke Petry in einer Sporthalle der Stadt Pirna wurde zunächst aus Gründen des Nutzungsrechtes und der Sicherheit untersagt, woraufhin Lengsfeld und Petry im Rahmen einer als „Sportfest“ deklarierten Veranstaltung auftraten. Die Frankfurter Rundschau zählte Lengsfeld im April 2018 „[a]llen voran“ zu dem „Teil der einstigen DDR-Dissidenten“, der „heute offen mit der AfD und ihren Positionen [sympathisiert]“ und einen „Schwenk nach Rechtsaußen“ vollzogen habe. Auf ihrer Homepage veröffentlichte Lengsfeld einen Aufruf von Angelika Barbe zum zweiten von der AfD organisierten „Frauenmarsch zum Kanzleramt“ am 9. Juni 2018. Vor Beginn der Veranstaltung war Lengsfeld vor Ort, nahm jedoch nicht selbst daran teil.
Lengsfeld publiziert regelmäßig in rechtskonservativen und neurechten Medien („Achse des Guten“, „Junge Freiheit“). Sie ließ sich von der AfD als vom Bundestag zu bestellende Vertreterin der Zivilgesellschaft im Kuratorium des Deutschen Instituts für Menschenrechte nominieren. Gewählt wurde sie nicht, da im Mai 2020 alle anderen Fraktionen gegen sie stimmten.

### Engagement bei Pegida
Über die im Oktober 2024 eingestellte Pegida-Bewegung äußerte sich Lengsfeld positiv. Zu dem Ruf „Wir sind das Volk“, der während der Montagsdemonstrationen 1989/1990 in der DDR geprägt und später anlässlich von Pegida-Veranstaltungen islamfeindlich und rassistisch umgedeutet wurde, sagte sie, die Menschen auf den Pegida-Kundgebungen seien „genauso ein Durchschnitt der Bevölkerung wie damals in Leipzig“. Von daher sehe sie „keinen Missbrauch. Sie können das genauso rufen, wie andere das gerufen haben“.
Im Mai 2018 trat Lengsfeld als Rednerin auf der Pegida-nahen Kundgebung Für Meinungsfreiheit und gegen das NetzDG in Köln mit 80 Teilnehmern aus dem rechten Spektrum auf. Lengsfeld schlug einem Gegendemonstranten ins Gesicht, weil er sie laut ihrer Aussage während ihrer Rede als „Nazischlampe“ beleidigt hätte. Im selben Monat nahm Lengsfeld neben Thilo Sarrazin, Jörg Meuthen und anderen als Rednerin an dem von Max Otte organisierten „Neuen Hambacher Fest“ teil. Sie klagte die Bundeskanzlerin Angela Merkel an und sah Deutschland auf dem Weg in die „Gesinnungsdiktatur“, vergleichbar mit der Endphase der DDR.

### Meinung zur Amadeu Antonio Stiftung
2016 schrieb Lengsfeld auf ihrem Blog mit Bezug auf die sich zivilgesellschaftlich gegen Rechtsextremismus, Rassismus und Antisemitismus engagierende Amadeu Antonio Stiftung: „Als die DDR abtreten musste, dachten wir, es sei auch mit dem Schild und Schwert der SED vorbei. Nun müssen wir erleben, dass die Stasi 2.0 wieder unseren Alltag überwacht. (…) Der Klon widmet sich dem ‚Kampf gegen Rechts‘, denn dort steht der Feind alles Helldeutschen.“

### Stellung zur Migration
Im Zusammenhang mit der Flüchtlingskrise in Deutschland initiierte Lengsfeld im März 2018 die „Gemeinsame Erklärung 2018“, in der es heißt: „Mit wachsendem Befremden beobachten wir, wie Deutschland durch die illegale Masseneinwanderung beschädigt wird. Wir solidarisieren uns mit denjenigen, die friedlich dafür demonstrieren, dass die rechtsstaatliche Ordnung an den Grenzen unseres Landes wiederhergestellt wird.“ Die NZZ zitierte Lengsfelds Aussage „Die Furcht davor steckt den Herrschsüchtigen bis heute in den Knochen“, als Lengsfeld „allen Ernstes“ Deutschlands Aktualität mit der Spätphase der DDR verglich, deren politische Klasse über Nacht verschwunden sei. Am 8. Oktober 2018 fand eine Anhörung der Petenten Lengsfeld und Henryk M. Broder vor dem Petitionsausschuss des Deutschen Bundestages statt, bei der auch Vertreter der Bundesregierung und Abgeordnete aller im Bundestag vertretenen Parteien geladen waren. Nach Recherchen von Martin Machowecz gehört Lengsfeld auch zum hinter dieser Erklärung stehenden klandestinen Zirkel rund um dessen Gründer Jörg Baberowski, dem auch Matthias Matussek, Monika Maron, Cora Stephan, Thilo Sarrazin und Junge-Freiheit-Chefredakteur Dieter Stein angehören. Regelmäßiger Treffpunkt der Gruppe ist die Bibliothek des Konservatismus, deren Stiftungsvorstand Stein vorsitzt.
Im August 2018 bestritt Lengsfeld nach einem Bericht der taz, dass es „Angriffe von Nazis“ bei den fremdenfeindlichen Ausschreitungen in Chemnitz gegeben habe. Dabei bezog sie sich auf einen Artikel von Alexander Wendt, nach dessen Angaben die Generalstaatsanwaltschaft Sachsen auf Anfrage erklärt habe, dass es in Chemnitz nach allem vorliegenden Material keine Hetzjagd gegeben habe.

### Klimawandel
Lengsfeld wird vom Spiegel zum „Who’s Who“ der deutschen Klimawandelleugnerszene gezählt und ist eine der Unterzeichner von Klimafragen.org, einem von Neuen Rechten und Klimawandelleugnern verfassten Aufruf, der sich gegen Klimaschutzpolitik richtet. Zuvor hatte sie auf einer Veranstaltung von EIKE gesprochen, einem Verein, der den wissenschaftlichen Konsens bezüglich der menschengemachten globalen Erwärmung ablehnt und bestreitet, und veröffentlichte ihren Standpunkt in der Sächsischen Zeitung.

### COVID-19-Pandemie
Im Zuge der COVID-19-Pandemie rief Lengsfeld am 28. März 2020 über den Kurznachrichtendienst Twitter dazu auf, eine Petition zur sofortigen Aufhebung aller Gegenmaßnahmen zu unterschreiben, da die Maßnahmen die „bürgerlichen Freiheiten“ einschränken würden und die Pandemie „weit weniger gefährlich als andere Grippewellen“ sei. Im Juni 2020 sprach sie vor 700 Zuhörern auf einer Demonstration unter dem Motto „Die Maske muss weg“. Am 11. Januar 2021 kritisierte Lengsfeld auf ihrem Blog die in Bayern und Thüringen geplanten Verschärfungen der Coronamaßnahmen mit den Worten, wer sich je gefragt habe, „wie Totalitarismus entstehen kann, der muss nur genau hinsehen, was sich vor unseren Augen abspielt“. Das ganze Land habe Hausarrest ohne absehbares Ende. Diese Maßnahme sei, so Lengsfeld, „mit Ausnahme von Nordkorea, beispiellos“.
Lengsfeld ist eine der Erstunterzeichnerinnen des Appells für freie Debattenräume.

## Publizistische Tätigkeit
Lengsfeld ist Autorin mehrerer Bücher. Seit sie 2005 nicht in den Bundestag gewählt wurde, arbeitet sie als freie Publizistin. Sie ist Kolumnistin der Weblogs Die Achse des Guten und der AfD-nahen Internetzeitung Die Freie Welt. Lengsfeld schreibt auch für eigentümlich frei und die Preußische Allgemeine Zeitung sowie für das CSU-Organ Bayernkurier. Ferner veröffentlicht sie auch Texte auf Journalistenwatch, einer Plattform der Neuen Rechten, sowie auf dem rechten YouTube-Kanal Hallo Meinung des Unternehmers Peter Weber. Zudem schreibt Lengsfeld regelmäßig für das Debattenmagazin The European.
2019 engagierte sich Lengsfeld im Zusammenhang mit der Landtagswahl in Thüringen für eine Zeitschrift Der Wahlhelfer – Argumente für mündige Bürger, herausgegeben unter der unklaren Rechtsform und Firmierung Vereinigung der Freien Medien e. V. (i. Gr.) (= in Gründung). Das Blatt enthält Beiträge rechter Autoren, die seit Jahren durch eine Nähe zur AfD auffallen. Zusammen mit Lengsfeld wird „Hanno Vollenweider“ (Pseudonym) als Vorstandsmitglied geführt, ebenso wie der mehrfach wegen Volksverhetzung verurteilte Blogger Michael Stürzenberger. Als Herausgeber und verantwortlich im Sinne des Presserechts sind Lengsfeld und Vollenweider angeführt. Dazu von der Redaktion des ARD-Magazins Kontraste für die Sendung am 24. Oktober 2019 befragt stritt Lengsfeld ab, davon zu wissen, dass es sich bei dem Namen Hanno Vollenweider um ein Pseudonym der Person dahinter handeln würde, räumte dies jedoch einen Tag später schriftlich bei der Kontraste-Redaktion ein. Nach Kontraste widerspricht ein „Phantasiename im Impressum“ jedoch dem Presserecht, ein Verantwortlicher dürfe nur unter Klarnamen angeführt sein. Bezogen auf den Kontraste-Vorhalt „[d]a sind Leute in diesem Verein, die mehrfach wegen Volksverhetzung verurteilt wurden“ behauptete Lengsfeld: „Nein, das ist eine Lüge in Wikipedia. Das steht zwar in Wikipedia, aber er ist kein einziges Mal rechtskräftig verurteilt worden. Hat er mir jedenfalls versichert.“ Dies ist jedoch laut Kontraste falsch, da Stürzenberger bei einem gezeigten Gastauftritt bei Pegida in Graz unter anderem wegen der Aussage „Jeder Moslem ist ein potenzieller Terrorist!“ rechtskräftig wegen Verhetzung verurteilt wurde. Der Extremismusforscher Matthias Quent klagte zudem gegen die Zeitung wegen einer Falschbehauptung Lengsfelds, worauf die Verteilung in einer einstweiligen Verfügung untersagt wurde.

## Familie
Lengsfeld hat drei Kinder und war zunächst mit dem Journalisten Sebastian Kleinschmidt, Sohn von Karl Kleinschmidt, verheiratet. Nach Scheidung der ersten Ehe heiratete sie 1980 den Lyriker Knud Wollenberger und nahm auch dessen Namen an, erfuhr jedoch 1991 aus den Unterlagen des Ministeriums für Staatssicherheit, dass ihr Mann sie als IM Donald bespitzelt hatte. Sie reichte die Scheidung ein und nahm ihren Geburtsnamen wieder an. Sie verzieh ihm nach zehn Jahren, als er sich bei ihr entschuldigte.
Im Dokumentarfilm Stasikinder – Mein Vater war beim MfS gab Lengsfeld an, sie habe im Alter von 17 Jahren durch Zufall erfahren, dass ihr Vater hauptamtlicher Offizier in der Auslandsspionage beim Ministerium für Staatssicherheit gewesen sei.
Ihr Sohn Philipp Lengsfeld wurde im Herbst 1988 aufgrund seiner Weigerung, u. a. Kritik an Militärparaden und kaschiertem Rechtsextremismus in der DDR zurückzunehmen, im Rahmen der Ossietzky-Affäre von der Ost-Berliner Carl-von-Ossietzky-Oberschule relegiert. Er ist Physiker und saß von 2013 bis 2017 für die CDU im Bundestag.

## Ehrungen
- 1990: Aachener Friedenspreis
- 2008: Bundesverdienstkreuz am Bande
- 2019: Gerhard-Löwenthal-Ehrenpreis der Wochenzeitung Junge Freiheit zusammen mit der Förderstiftung Konservative Bildung und Forschung

## Schriften
- Virus der Heuchler. Innenansicht aus Stasiakten. Verlag Espresso/Elefanten Press, Berlin 1992, ISBN 3-88520-435-5.
- Mein Weg zur Freiheit. Von nun an ging’s bergauf. Verlag Langen Müller, München 2002, ISBN 3-7844-2857-6.
- Neustart! Was sich in Politik und Gesellschaft ändern muss. Umdenken lohnt. Freiheit und Fairness statt Gleichheit und Gerechtigkeit. Herbig Verlag, München 2006, ISBN 3-7766-2490-6.
- Spuren der Friedenswerkstatt. Vom Flickenzelt des Pankower Friedenskreises. (Memento vom 29. November 2015 im Internet Archive) In: Horch und Guck. 16. Jahrgang, Heft 57, 1/2007, S. 15–17.
- Ich wollte frei sein. Die Mauer, die Stasi, die Revolution. Herbig Verlag, München 2011, ISBN 978-3-7766-2669-8.
- 1989. Tagebuch der Friedlichen Revolution. 1. Januar bis 31. Dezember. TvR Medienverlag, Jena 2014, ISBN 978-3-940431-15-8.
- Ist mir egal. Wie Angela Merkel die CDU und Deutschland ruiniert hat. Achgut Edition, 2024, ISBN 978-3-9825848-4-3